# Ruines romaines de Cerro da Vila
Cerro da Vila, également connu sous le nom de ruines romaines de Cerro da Vila est un site archéologique romain situé à proximité de la station balnéaire de Vilamoura, paroisse civile de Quarteira, municipalité de Loulé. dans la région de l'Algarve, au sud du Portugal.

## Composition
Il se compose principalement des ruines d'une ancienne colonie romaine fondée au Ier siècle av. J.-C. formée par une riche villa romaine, un centre productif basé sur l'agriculture et la pêche, une nécropole et des structures portuaires.

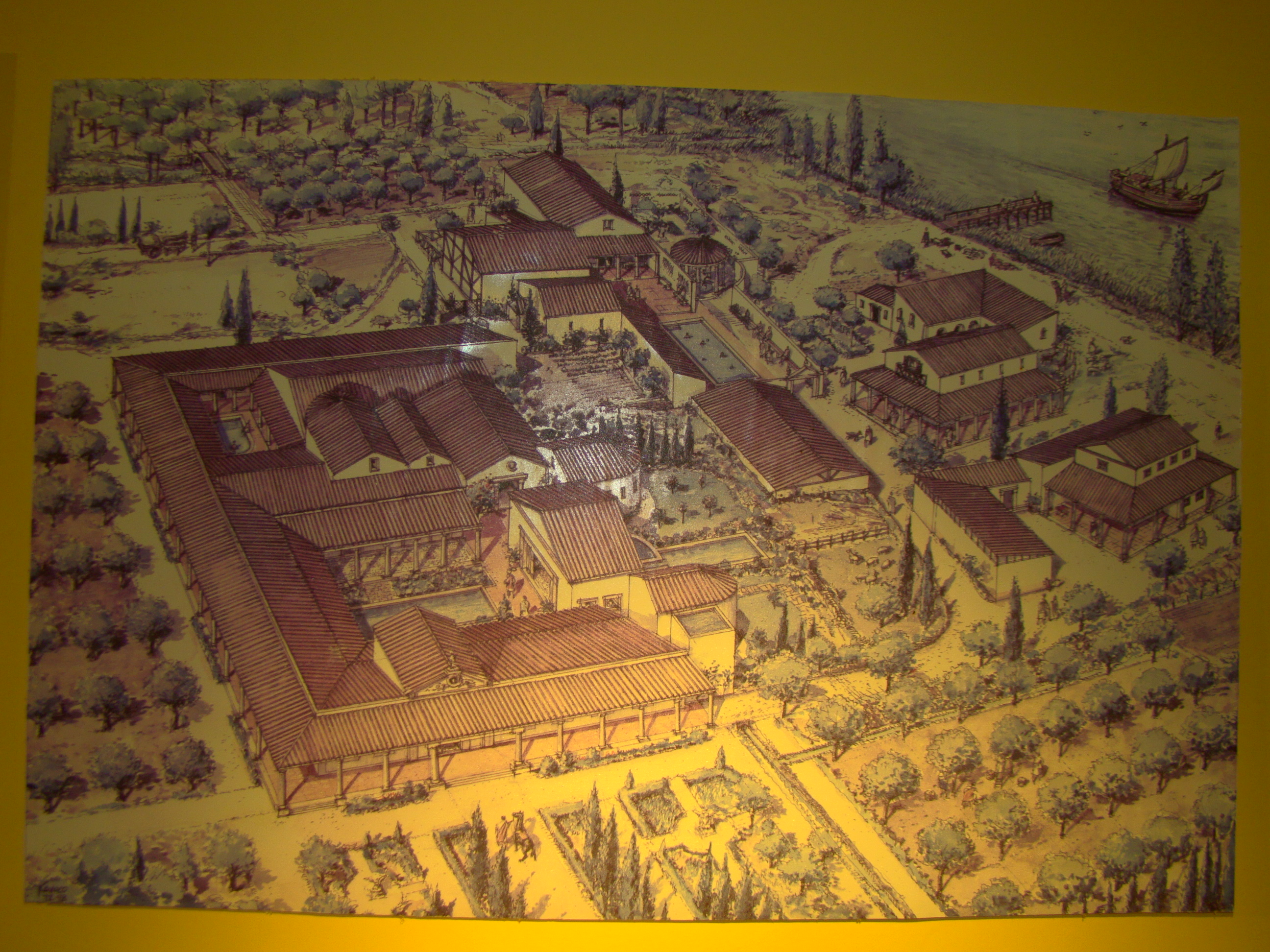
Représentation de l'apparence de la Vila à l'époque romaine.

## Histoire
La colonie a continué à être développée pendant les périodes wisigothique et islamique et ne sera abandonnée qu'au XIe siècle.

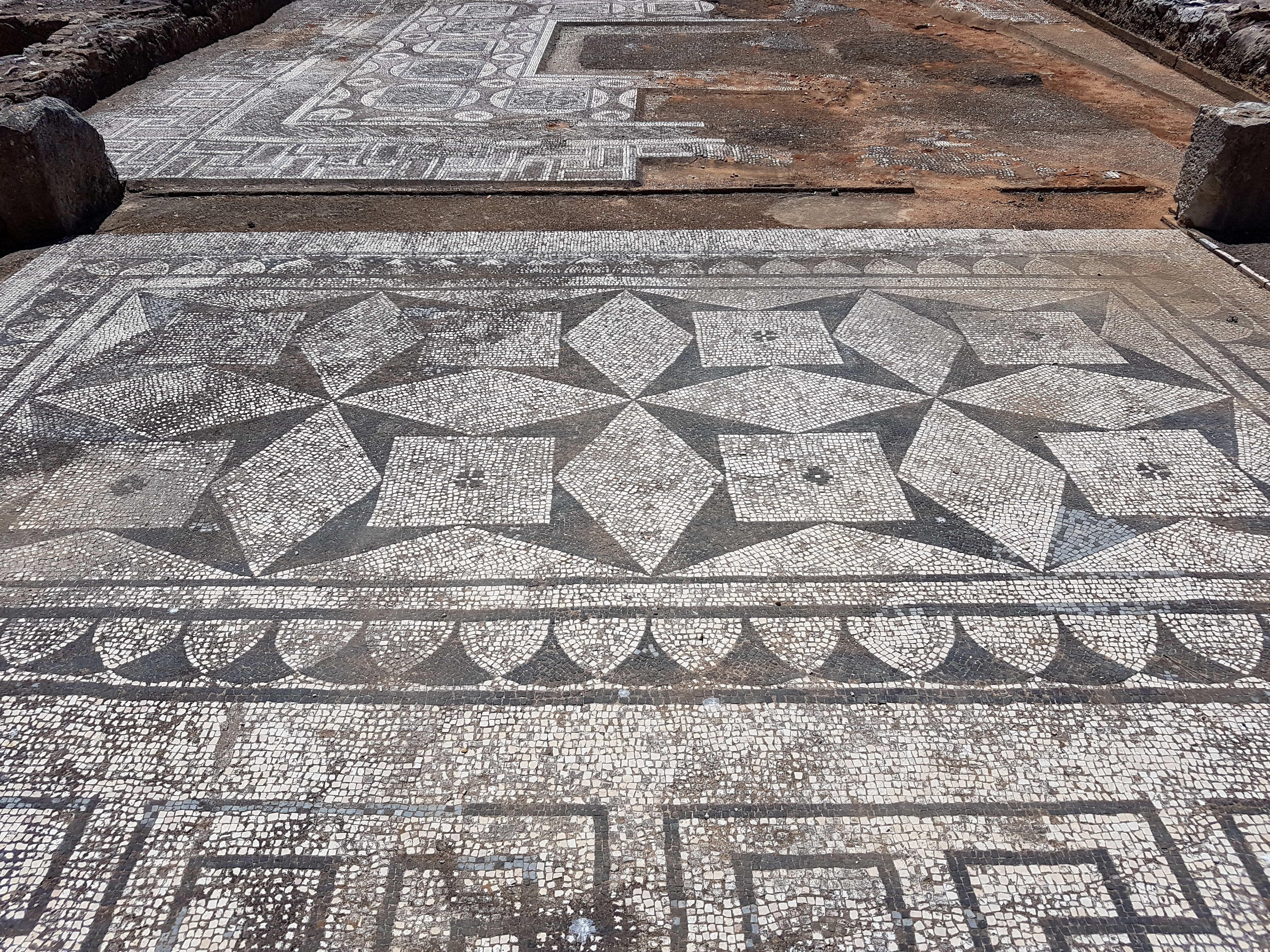
Mosaïques géométriques.